# Edgard Van Bocxtaele
Edgard Van Bocxtaele (2 december 1888 te Brugge - 16 april 1958 te Assebroek) was een Belgisch voetballer die speelde als aanvaller. Hij voetbalde in Eerste klasse bij Cercle Brugge en FC Brugeois en speelde 9 interlandwedstrijden met het Belgisch voetbalelftal.

## Loopbaan
Van Bocxtaele debuteerde in 1905 als aanvaller in het eerste elftal van Cercle Brugge dat in de Eerste klasse speelde en bleef er voetballen tot in 1907.
Hij trok op dat moment, tegen de zin van Cercle, naar stadsrivaal FC Brugeois. Nadat Cercle het jaar nadien eveneens haar voorzitter Raoul Daufresne de la Chevalerie zag overstappen naar FC Brugeois trachtte de ploeg Van Bocxtaele terug te halen. De allereerste wedstrijd van FC Brugeois was de verplaatsing naar Léopold Club die met de trein werd afgelegd. Van Bocxtaele werd samen met ploegmaats Emile Reuse en Alberic Roose tegengehouden en Cercle trachtte hen te overtuigen om van de treinreis af te zien en mee te spelen in de thuiswedstrijd die in de namiddag plaatsvond. Van Boxtaele kon ontsnappen en haalde nog net de trein naar Brussel. Reuse en Roose stapten wel over naar Cercle Brugge.
FC Brugeois speelde de volgende jaren mee in de top van de rangschikking en verloor in 1910 de beslissende testwedstrijd om de landstitel tegen Union Sint-Gillis met 1-0. Deze wedstrijd vond plaats op het veld van AA La Gantoise.
Hij bleef er voetballen tot aan het begin van de Eerste Wereldoorlog. In totaal speelde Van Bocxtaele 123 wedstrijden in Eerste klasse en scoorde hierbij 24 doelpunten.
Tussen 1908 en 1911, de periode dat hij bij FC Brugeois actief was, speelde Van Bocxtaele 9 wedstrijden met het Belgisch voetbalelftal maar kon niet scoren.